# اللؤلؤة (رواية)
اللؤلؤة هي رواية قصيرة للكاتب الأمريكي جون ستاينبيك، نشرت في عام 1947. تتحدث عن صائد لؤلؤ يدعى كينو، وتستكشف طبيعة الإنسان وكذلك الطمع والشر. وكانت الحكاية الشعبية المكسيكية من لاباز، الواقعة في باخا كاليفورنيا سور في المكسيك، هي مصدر إلهام الكاتب جون ستاينبك، حيث سمعها عندما قام بزيارة الأرض الغنية باللؤلؤ سابقا عام 1940. في عام 1947، تم تحويل الرواية إلى فيلم مكسيكي اسمه لا بيرلا، وفي عام 1987، تم تحويلها إلى فيلم آخر يدعى Ondu Muttina Kathe. وهذه القصة هي واحدة من كتب ستاينبك الأكثر شعبية واستخدمت على نطاق واسع في صفوف المدرسة الثانوية. وعادة ما تستعمل كحكاية رمزية.

## نبذة عن الرواية
تدور أحداث الرواية في قرية ساحلية في المكسيك، حيث يعيش الصياد الفقير كينو مع زوجته خوانا وطفلهما الرضيع كويتيتو. تنقلب حياتهم بعد أن يعثر كينو على لؤلؤة ضخمة يُطلق عليها اسم "لؤلؤة العالم"، والتي يرى فيها أمله في تغيير مصير عائلته وتحقيق حياة أفضل.
لكن مع اكتشاف اللؤلؤة، تبدأ سلسلة من الأحداث التي تكشف عن جانب الطمع والجشع في النفس البشرية، حيث يسعى العديد من الأشخاص لاستغلال كينو وأسرته من أجل مصالحهم الخاصة. كما تتصاعد التوترات في القرية، ويواجه كينو تحديات كبيرة من قِبل التجار الذين يحاولون التقليل من قيمة اللؤلؤة، بالإضافة إلى مخاطر العنف والغيرة التي تهدد سلامة عائلته.
تُظهر الرواية كيف يمكن للأمل في حياة أفضل أن يتحول إلى لعنة عندما يتلاشى التوازن بين الطموح والواقعية، وكيف تؤدي الأحلام المفرطة إلى فقدان البراءة واندلاع المآسي. وفي النهاية، تتجلى الرسالة الإنسانية حول قبول القدر والتخلي عن الطمع من أجل السلام الداخلي والحفاظ على القيم العائلية.

## الشخصيات
شخصيات رواية اللؤلؤة تعكس جوانب مختلفة من المجتمع والصراعات الداخلية التي يمر بها الإنسان. بطل الرواية هو كينو، الصياد الفقير ورجل بسيط يعيش حياة متواضعة مع أسرته، ويُمثل الإنسان الطموح الذي يسعى لتحسين ظروفه رغم الصعوبات. بعد أن يعثر على اللؤلؤة، يواجه كينو صراعات داخلية وخارجية بين الطمع والخوف والرغبة في حماية عائلته. زوجته خوانا شخصية حكيمة ومحبة تحاول الحفاظ على استقرار الأسرة، وتمثل الحكمة والواقعية؛ إذ تدرك مخاطر اللؤلؤة وتحاول إقناع كينو بالتخلي عنها، فهي رمز للحنان والقوة النسائية. أما طفلهما الرضيع كويتيتو فيرمز إلى براءة الأسرة وأملها في المستقبل، وقد أصيب بلدغة أفعى في بداية الرواية، مما دفع كينو للبحث عن علاج وأدى لاكتشاف اللؤلؤة. في المقابل، تمثل شخصيات التجار والوسطاء الفساد والجشع في المجتمع، حيث يحاولون استغلال كينو عبر التقليل من قيمة اللؤلؤة والضغط عليه، مما يعكس الجانب الظالم من النظام الاجتماعي. كما يظهر رجل الطبيب كشخصية تنتمي إلى الطبقة الغنية والمتعجرفة، إذ يرفض علاج كويتيتو بسبب فقر الأسرة في البداية، ويبرز جشعه وتحكمه في حياة الفقراء.

## الزمن في  الرواية
تتميز الرواية بزمن سرد مكثف وسريع، حيث تتوالى الأحداث في تسلسل درامي متواصل دون فواصل زمنية طويلة، مما يعكس تصاعد التوتر وتحول مجرى حياة الشخصيات بشكل مفاجئ ومأساوي. يرتبط الزمن في الرواية بطبيعة الحياة اليومية البسيطة في القرية، إذ يسيطر إيقاع البحر والصيد على حياة السكان. كما أن غياب التحديد الزمني الدقيق يمنح الرواية طابعًا أسطوريًا ورمزيًا، يجعل أحداثها قابلة للتأويل في سياقات مختلفة تتجاوز الزمان والمكان وتُوظف الرواية الزمن بوصفه عنصرًا سرديًا يخدم الجانب الرمزي للقصة، حيث يشير إلى دورة الحياة البسيطة والمحدودة التي يعيشها الفقراء في القرى الساحلية، قبل أن يكسر اكتشاف اللؤلؤة هذا الإيقاع التقليدي. ويمكن اعتبار الزمن في الرواية زمنًا دائريًا، إذ تعود الشخصيات في النهاية إلى نقطة البداية، لكنها هذه المرة محمّلة بالخسارة والتجربة المريرة. كما يعكس غموض الإطار الزمني طابع الرواية العالمي والإنساني، بحيث تصبح القصة قابلة لأن تحدث في أي زمان مشابه تسوده الفوارق الطبقية والصراعات بين الطمع والبساطة.
ويعكس غياب التحديد الدقيق للزمن في رواية اللؤلؤة رغبة الكاتب في تقديم قصة ذات طابع كوني تتجاوز حدود الزمان والمكان، حيث يمكن إسقاط أحداثها على مختلف المجتمعات البشرية التي تعاني من الظلم والفقر والطمع. كما يرتبط الزمن في الرواية بالحالة النفسية للبطل، فمع تصاعد التوتر والصراع يتحول الزمن إلى عنصر ضغط، حيث تتلاحق الأحداث بسرعة تعكس تدهور الوضع الداخلي والخارجي لعائلة كينو. ويؤدي اختزال الزمن في بضعة أيام إلى إبراز الطابع التراجيدي للحدث، حيث تتغير مصائر الشخصيات في فترة قصيرة، ما يعمق من وقع المأساة في النهاية.

## اسلوب الرواية
كتب جون شتاينبك رواية اللؤلؤة بأسلوب بسيط ومباشر، لكنه مشحون بالرمزية والإيحاءات. يجمع أسلوبه بين السرد الواقعي والتأملات الفلسفية، مع توظيف المجاز والصور الشعرية لخلق أجواء حلمية تعكس البعد الرمزي للقصة. يعتمد الكاتب على الوصف الدقيق للمشاهد الطبيعية والطقوس اليومية لسكان القرية، إلى جانب تصوير المشاعر الداخلية للشخصيات، ما يمنح النص بعدًا نفسيًا وإنسانيًا. كما تتميز الرواية باستخدام أسلوب السرد التقليدي ذي الطابع الشفهي، القريب من الحكاية الشعبية، مع توظيف الإيقاع البطيء أحيانًا لإبراز التوتر النفسي، والتسارع أحيانًا أخرى لتعميق الشعور بالتهديد والانهيار الوشيك. يُعتبر أسلوب شتاينبك في الرواية مثالًا على الجمع بين البساطة الفنية والعمق الرمزي، بما يعكس قدرة الكاتب على تحويل قصة واقعية إلى حكاية ذات أبعاد إنسانية كونية.

## القيم السائدة بالرواية
تبرز الرواية أهمية القيم الإنسانية والأخلاقية، مثل الحب، التضامن، والصبر، التي تساعد الشخصيات على مواجهة الصعوبات والتحديات. وتُبرز خوانا كمصدر للحكمة والهدوء، فهي الصوت العقلاني الذي يحاول حماية الأسرة من مخاطر الطمع والغرور، مما يعكس دور المرأة كدعامة أساسية في الحفاظ على تماسك الأسرة والقيم الاجتماعية. بالإضافة إلى ذلك، تتناول الرواية فكرة القدر والقدرية، حيث يبدو أن الأحداث تتجه نحو نهاية محتومة لا مفر منها، مما يعزز من الطابع التراجيدي للقصة. بهذا الشكل، تتجاوز الرواية مجرد سرد قصة بسيطة لتصبح تأملًا فلسفيًا في طبيعة الإنسان.

## الإعداد للقصة
في عام 1944، بدأ جون ستاينبك كتابة القصة على أنها سيناريو فيلم، ونشرها أولا كقصة قصيرة بعنوان «لؤلؤة العالم» في ديسمبر عام 1945 في منزل رفيقته. وتسمى أيضا النسخة الأصلية من القصة «لؤلؤة لاباز». ثم كتبها كرواية قصيرة ونشرها باسم اللؤلؤة في مطبعه فايكنغ في عام 1947. وبينما كان يكتب نسخه الرواية، كان كثيرا ما يسافر إلى المكسيك حيث النسخة السينمائية، التي شارك في كتابتها جاك واجنر، يتم تصويرها. تم عرض الفيلم أيضا من خلال شركة RKO عام 1947، وتم الترويج عن الفيلم والكتاب معا.
وفي عام 2001، تم إنتاج نسخة حرة من فيلم اللؤلؤة كانت من إخراج ألفريدو زكريا وبطولة لوكاس هاس وريتشارد هاريس الذي صدر مباشرة كفيديو في عام 2005.

## الانتقادات
تلقى الكتاب استجابة إيجابية أولية من دور النشر مثل صحيفة نيويورك تايمز ومجلة المكتبة.
وتعتبر هذه القصة واحدة من كتب ستاينبك الأكثر شعبية واستخدمت على نطاق واسع في صفوف المدارس الثانوية والمدارس الإعدادية.
كتب جاكسون بنسون أن رواية اللؤلؤة تأثرت بشدة باهتمام ستاينبك بفلسفة كارل يونغ. كتب ستاينبك أنه كتب قصة اللؤلؤة لمعالجة مواضيع «الجشع البشري والمادية، والقيمة الكامنة في شيء ما».
وكانت أغنية فليمينغ وجون «لؤلؤة» مستوحاة من هذه القصة.
ورواية اللؤلؤة لجون شتاينب تلقت إشادة واسعة باعتبارها عملاً أدبيًا يحمل معانٍ رمزية وإنسانية عميقة، إلا أنها لم تسلم من بعض الانتقادات. فقد اعتبر بعض النقاد أن الرواية تعتمد بشكل مفرط على الرمزية، مما قد يقلل من تعقيد الشخصيات ويجعلها تبدو أشبه بالرموز المجردة بدلاً من شخصيات ذات أبعاد نفسية عميقة. كما لوحظ أن بساطة الأسلوب السردي، رغم أنها تعكس الطابع الشعبي والقصة التقليدية، قد تُفسر أحيانًا على أنها سطحية أو محدودة من الناحية الأدبية. وانتقد البعض أيضًا النهاية المأساوية المتوقعة، حيث أن الحتمية التي تحكم مجريات الأحداث تقلل من عنصر المفاجأة والتوتر الدرامي. بالإضافة إلى ذلك، يُشار إلى أن عدم تحديد الزمن والمكان بدقة في الرواية، رغم غرضه الرمزي، قد يصعب على القارئ الارتباط الواقعي بالأحداث. من ناحية أخرى، ناقش بعض النقاد تمثيل شخصية المرأة، حيث رآها البعض صورة تقليدية تلعب دور الحنان والحكمة دون عمق أو استقلالية كبيرة. رغم هذه الانتقادات، تظل رواية اللؤلؤة من الأعمال الأدبية المؤثرة التي تحظى بدراسة واسعة، نظرًا لما تحويه من رسائل أخلاقية واجتماعية تتعلق بالطمع، العدالة، والإنسانية.

## التحليل
رواية اللؤلؤة لجون شتاينبك يكشف عن عمق رمزي وإنساني يعالج مواضيع الطمع، الفقر، والصراع بين الخير والشر في الطبيعة البشرية والمجتمع. تصور الرواية الطمع كقوة مدمرة تبدأ بسيطة لكنها تتصاعد لتدمر حياة الإنسان، حيث تتحول اللؤلؤة، التي تمثل الأمل والفرصة، إلى رمز للغدر والجشع، ويتغير موقف كينو تجاه العالم لتتداخل دوافعه بالخوف والطمع، ما يؤدي لفقدان براءته وسقوطه في دوامة العنف. يتجسد الصراع بين الخير والشر في شخصية كينو الذي يبدأ طيب القلب لكنه يواجه إغراءات الطمع ويخوض صراعات داخلية تحيط به، في حين تمثل خوانا الجانب الحافظ للقيم والضمير وتحاول منع انهيار الأسرة والأخلاق. تكشف الرواية أيضًا عن الفجوة بين الطبقات الاجتماعية، حيث يعاني الفقراء من الفقر والجهل بينما يتحكم الأغنياء والتجار ورجال السلطة في حياتهم بطرق قمعية وجشعة، ويظهر ذلك جليًا في رفض الطبيب علاج الطفل بسبب فقر الأسرة، مما يعكس الظلم الطبقي. يحلم كينو بمستقبل أفضل لعائلته، لكن الرواية تظهر كيف تتحول الأحلام إلى مأساة حين يصطدم الإنسان بقسوة الواقع والظروف الاجتماعية، ويعبر مشهد رمي اللؤلؤة في البحر عن التخلي عن الطموحات المدمرة والقبول بالواقع. في النهاية، لا تمثل اللؤلؤة مجرد حجر كريم، بل رمزًا مركزيًا يعبر عن التناقضات في الحياة: الأمل والطمع، النقاء والفساد، الفرح والحزن.

## روابط خارجية
- اللؤلؤة على موقع الموسوعة البريطانية (الإنجليزية)